# Barastre Communal Cemetery
Barastre Communal Cemetery is een begraafplaats gelegen in de Franse plaats Barastre (Pas-de-Calais). De militaire graven worden onderhouden door de Commonwealth War Graves Commission.
De begraafplaats telt 15 geïdentificeerde Gemenebest graven uit de Eerste Wereldoorlog.